# HD 38458
HD 38458，又名CD-45 2131，SAO 217497、HR 1984，是一颗恒星，视星等为6.39，位于銀經252.25，銀緯-30.51，其B1900.0坐标为赤經5h 40m 50.8s，赤緯-45° -30.51′ 43″。